# Ernst Heinrich Wackenroder
Ernst Heinrich Wackenroder (* 29. November 1660 in Poseritz; † 27. Dezember 1734 in Loitz) war ein deutscher lutherischer Geistlicher und Kirchenhistoriker in Schwedisch-Pommern.

## Leben
Er war der Sohn des Heinrich Wackenroder. Der Vater Heinrich Wackenroder (* in Alfeld bei Hildesheim; † 1678) hatte in Rostock studiert, war dann nach Pommern übergesiedelt und Präpositus an der Marienkirche zu Poseritz geworden. Ernst Heinrich Wackenroder wurde zunächst vom Vater unterrichtet, besuchte nach dessen Tod das Gymnasium Stralsund und erhielt von seinem Schwager Heinrich Pladecius Unterricht in den klassischen und orientalischen Sprachen. Ab 1680 studierte er an der Universität Wittenberg, wo er den Magistergrad erlangte, und anschließend an der Universität Greifswald. Als Hofmeister begleitete er dann die Söhne mehrerer wohlhabender Familien auf Reisen. In Wittenberg und Greifswald hielt er philosophische Vorlesungen.
1689 ging er nach Trent auf Rügen, um Pastor an der St.-Katharinen-Kirche zu werden. Dort heiratete er die Tochter seines Vorgängers Matthias Edler. 1716 wurde er Pastor und Präpositus in Loitz, wo er bis an sein Lebensende wirkte.

## Werk
In seiner Zeit in Trent trug Wackenroder Nachrichten über die Parochien auf Rügen zusammen, wobei er sich sowohl Urkunden und Chroniken als auch der Erzählungen älterer Personen bediente. Diese fasste er in einer Darstellung der rügischen Kirchengeschichte von der Einführung der Reformation in Pommern bis zum Ende des 17. Jahrhunderts zusammen, die noch im 19. Jahrhundert als wesentliche Quelle auf diesem Gebiet galt. Wackenroder gab das Manuskript vor Drucklegung mehreren Freunden zur Ansicht und zur Abschrift. 1730 wurde die Arbeit ohne sein Wissen im Verlag von Jakob Löffler veröffentlicht, der auf einer Auktion eine handschriftliche Kopie des Manuskripts erworben hatte. Darauf gab Wackenroder eine Stellungnahme heraus, in der er die Entstehung seiner Arbeit und deren Weitergabe beschrieb und das veröffentlichte Werk als unvollständig und unfertig bezeichnete. Jakob Löffler gab darauf 1732 eine zweite, korrigierte Auflage unter Angabe Wackenroders als Urheber heraus und entschuldigte sich im Vorwort, den Druck nur mit besten Absichten befördert zu haben. 1737 erschien bei Löffler noch ein Kommentar mit Ergänzungen zur Präpositur Bergen auf Rügen von Johann David Fabarius.

## Schriften
- Altes und Neues Rügen. Das ist, Kurtzgefaßte und umständliche Nachricht Von demjenigen, Was so wohl in Civilibus, als vornehmlich in Ecclesiasticis Mit dem Fürstenthum Rügen Von Anfang an bis auf gegenwärtige Zeit sich zugetragen. Jakob Löffler, 1730 (Digitalisat).
- Abgenöthigter Bericht von der Beschaffenheit eines Buches, welches, u. d. T. Altes und Neues Rügen, außerhalb des Landes zum Druck befördert worden. G. Chr. Schindler, Stralsund 1730.
- M. Ernst Henrich Wackenroders, Damahligen Pastoris zu Trent in Rügen, nunmehrigen Praepositi zu Loytz in Pommern, Altes und neues Rügen, Das ist: Kurtzgefaßte und umständliche Nachricht, Von demjenigen Was sowol in Ciuilibus, als vornemlich in Ecclesiasticis, Mit dem Fürstenthum Rügen, Von Anfang an, biß auf gegenwärtige Zeit sich zugetragen. Jakob Löffler, 1732 (Digitalisat).